# Режим капитуляций
Режим капитуляций — правовой режим, в соответствии с которым государство предоставляет гражданам (подданным) другого государства на своей территории преимущества по сравнению со своими гражданами (подданными).
Режим капитуляций может предусматривать полное или почти полное изъятие иностранцев из сферы юрисдикции государства пребывания и подчинение их исключительно власти консула своего государства (так называемая консульская юрисдикция), освобождение их от прямых налогов, право проживания в особом квартале (см. Сеттльмент) и др.
Режим капитуляций получил своё наименование от жалованных грамот (капитуляций), которыми Османская империя, заинтересованная в развитии внешнеторговых связей, начиная со второй половины XV века предоставляла льготы гражданам (подданным) ряда европейских государств (Генуи, Венеции, Франции, Англии, Голландии). С конца XVIII века режим капитуляций предоставлялся Османской империей иностранным государствам на договорных началах.
В XVIII — первой половине XIX веков европейские державы и США навязали аналогичный режим Ирану, Китаю, Японии и ряду других государств.
На Берлинском конгрессе 1878 года режим капитуляций был отменён в большинстве балканских государств, освободившихся из-под османского ига; позднее — в Албании, Триполитании и на Крите. В целом же процесс ликвидации режима капитуляций начался в 1920-х годах в результате подъёма национально-освободительного движения в странах Востока. Советское государство с первых дней своего существования заявило об отказе от привилегий, которыми царская Россия пользовалась в ряде стран Востока.
Окончательное освобождение Турции от режима капитуляций было закреплено Лозаннским мирным договором 1923 года. Вскоре после этого он был отменён в Сиаме (современный Таиланд) и Иране. В той или иной форме режим капитуляций просуществовал в Китае до 1947 года, в Египте — до 1949, в Марокко — до 1956, в Кувейте — до 1961, в Маскате и Омане — до 1967, в Катаре и ОАЭ — до 1971 года.